# 그리스의 유로비전 송 콘테스트 참가
그리스는 1974년부터 거의 매년 참가하고 있다. 2000년까지 그리스 내에서는 저조한 순위를 이유로 인기가 많지 않았지만, 2001년, 헬레나 파파리주가 속한 그룹 Antique가 3위를 차지하며 인기를 끌게된다. 2005년, 헬레나 파파리주가 My Number One으로 우승을 하였고, 2004년, 준결승 제도가 생겨난 이후로, 러시아, 우크라이나, 루마니아, 아제르바이잔과 함께 한번도 결승을 빠트린 적이 없다.